# Peter Thiel

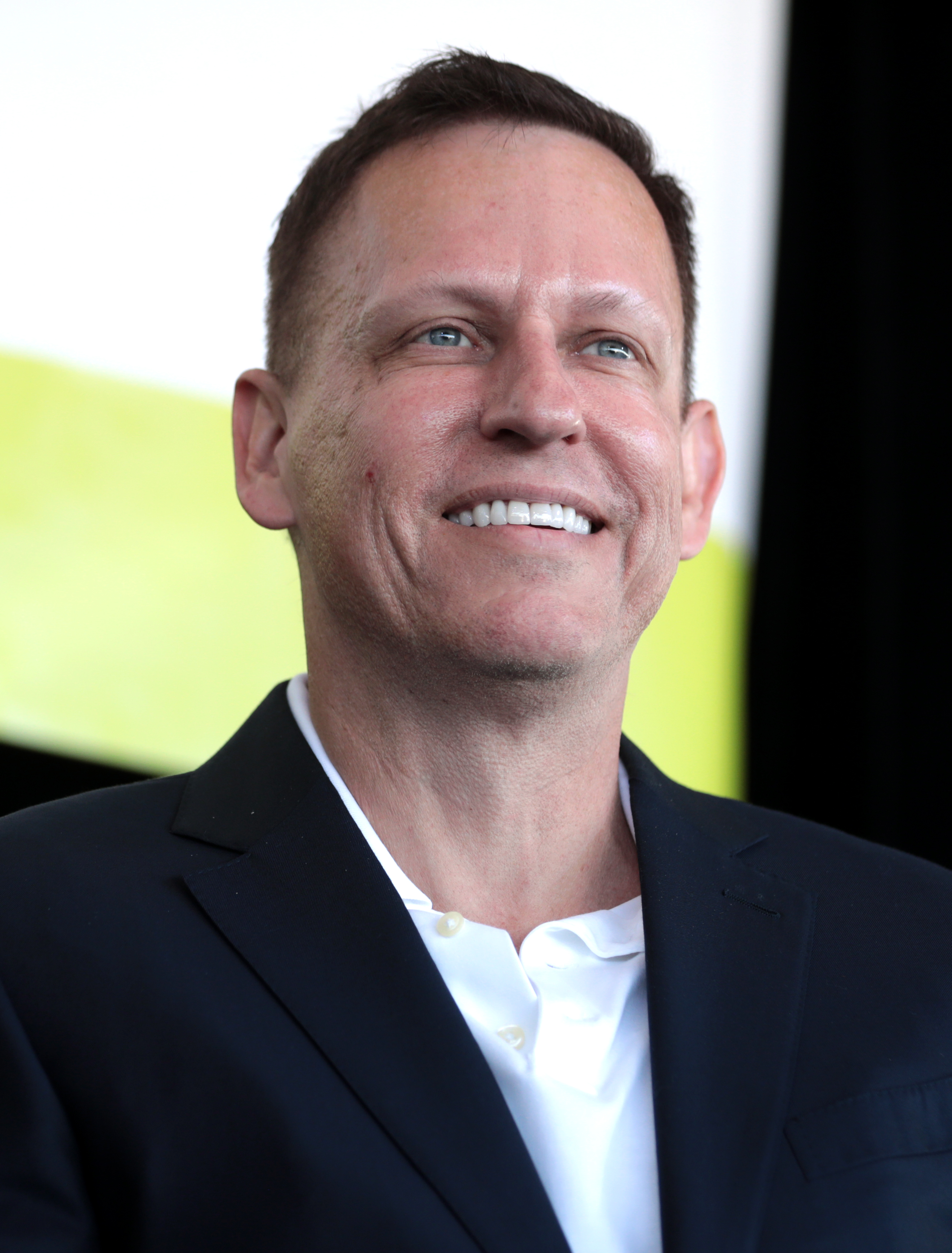
Peter Thiel (2022)

Peter Andreas Thiel (* 11. Oktober 1967 in Frankfurt am Main) ist ein deutsch-amerikanischer Investor, libertär-rechtsextremer und antidemokratischer Tech-Unternehmer und Milliardär.
Gemeinsam mit Max Levchin gründete er den Online-Bezahldienst PayPal und war zeitweise Geschäftsführer des Unternehmens. Thiel war der erste externe Kapitalgeber des damals unter dem Namen Facebook gegründeten Social-Media-Unternehmens Meta Platforms und an der Gründung diverser weiterer Unternehmen beteiligt, darunter Mithril Capital Management, Valar Ventures – wo er auch Vorstandsvorsitzender ist – wie auch Palantir Technologies. Thiel fungiert als Partner des Risikokapital-Unternehmens Founders Fund in San Francisco und als Präsident des Hedgefonds Clarium Capital in New York.

## Leben

### Herkunft und Ausbildung
Thiel wurde am 11. Oktober 1967 in Frankfurt am Main als Sohn von Klaus und Susanne Thiel geboren. Sein Vater war Chemiker. Als Peter Thiel ein Jahr alt war, wanderten seine Eltern in die Vereinigten Staaten aus und ließen sich zunächst in Cleveland, Ohio nieder. Wegen wechselnder Arbeitsorte des Vaters zog die Familie immer wieder um. Thiel wurde in Johannesburg in Südafrika eingeschult und besuchte dann eine deutsche Schule in Swakopmund im damals südafrikanisch besetzten Südwestafrika, wo sein Vater als Bergbaubeamter in einer Uranmine arbeitete. 1977 ließ die Familie sich im kalifornischen Foster City nieder.
Ein Philosophie-Studium an der Stanford University schloss Thiel 1989 mit einem Bachelor of Arts ab. 1992 erlangte er an der Stanford Law School den Juris Doctor. Anschließend arbeitete Thiel in New York – zunächst für einen Bundesrichter und dann in der Anwaltskanzlei Sullivan & Cromwell LLP. Bereits nach weniger als einem Jahr wechselte er als Derivate-Händler zur Credit Suisse. 1996 kehrte er nach Kalifornien zurück und gründete dort seinen eigenen Anlagefonds Thiel Capital Management.

### Investor
1998 lernte Thiel den Informatiker Max Levchin kennen. Im Dezember 1998 gründete er zusammen mit Levchin und Luke Nosek in Palo Alto, Kalifornien das Unternehmen Confinity. Im März 2000 wurde von Confinity zusammen mit Elon Musks Firma X.com das Start-up-Unternehmen PayPal gegründet. Thiel investierte 280.000 US-Dollar und wurde Chief Executive Officer (CEO) des Unternehmens. 2002 brachte Thiel PayPal an die Börse. Mit dem Erlös von 55 Millionen US-Dollar aus der Übernahme von PayPal durch eBay im selben Jahr gründete Thiel Clarium Capital Management, einen Global-Macro-Hedgefonds, der Anfang 2007 ungefähr 2,1 Milliarden US-Dollar verwaltete. 2003 war Thiel Mitbegründer von Palantir Technologies, das von der CIA durch deren Risikokapitalgesellschaft In-Q-Tel mit aufgebaut wurde. Das Unternehmen entwickelt Datenanalyse-Software, die von der US-amerikanischen Regierung unter anderem für Geheimdiensttätigkeiten und die Terrorbekämpfung eingesetzt wird. Gleichzeitig ist er Vorsitzender und seit Ende 2014 größter Anteilseigner dieser Firma. Im Juni 2004 stieg Thiel als erster Investor mit einem Darlehen von 500.000 US-Dollar bei Facebook ein. Später wandelte er es in 7-Prozent-Anteile an Facebook um. Beim Facebook-Börsengang im Mai 2012 verkaufte Thiel 16,8 Millionen Facebook-Anteile im Wert von 640 Millionen US-Dollar. Nach dem Ende der Haltefrist für Investoren am 16. August verkaufte er weitere 20 Millionen Aktien für rund 400 Millionen US-Dollar. Seit Anfang des Jahres 2015 investiert Thiel in den wachsenden Cannabismarkt der USA. Seit März 2020 beteiligt er sich am jungen Biotech-Unternehmen AbCellera. Im März 2024 schied er aus persönlichen Gründen aus dem Aufsichtsrat von AbCellera aus. Zu seinen weiteren Investitionen gehören FinTech-Unternehmen wie Deposit Solutions und nextmarkets, das börsennotierte Medizintechnik-Unternehmen MagForce sowie die Biotech-Firma Compass Pathways.
Neben seiner Tätigkeit als Finanzmanager engagierte sich Thiel vielfältig. So finanzierte er als sogenannter Executive Producer die satirische Filmkomödie Thank You for Smoking. Zudem fördert Thiel gezielt junge Gründer im Technologiebereich. Im Jahr 2011 vergab er Stipendien an zwanzig Studenten in den USA im Wert von jeweils 100.000 US-Dollar. Bei der Republican National Convention 2016 war Thiel Delegierter für Donald Trump, für dessen Wahlkampf er 1,25 Millionen US-Dollar gespendet haben soll.

### Politik

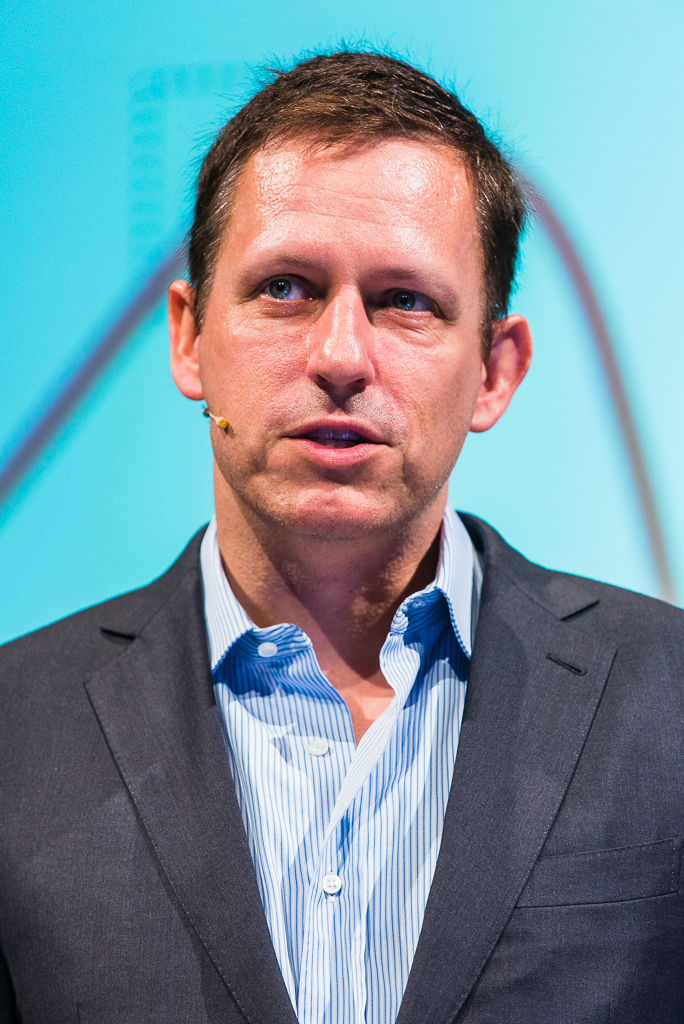
Peter Thiel (2014)

Seine politische Orientierung zeichnete sich bereits während des Studiums ab: 1987 gründete er die libertäre wöchentlich erscheinende Campuszeitung The Stanford Review. Schon im Wahlkampf 2008 unterstützte er den libertär eingestellten Ron Paul für die Nominierung zum republikanischen Präsidentschaftskandidaten. Im Präsidentenwahlkampf 2012 war er Pauls größter Einzelspender, er spendete 2,6 Millionen US-Dollar in Pauls Super-PAC, und auch die Tea-Party-Bewegung erhielt Geld von ihm. In einem Aufsatz von 2009 bezeichnete er Freiheit und Demokratie als miteinander unvereinbar („Most importantly, I no longer believe that freedom and democracy are compatible“). Er unterstützt Patri Friedman mit seinem Projekt Seasteading, ein anti-nationales, libertäres Vorhaben von Siedlungen auf See außerhalb von Nationalstaaten. 2020 investierte er weitere Millionen Dollar in Friedmans Privatstadt-Fund Pronomos Capital.
Thiel ist Mitglied im Steering Committee der Bilderberg-Konferenz.
Sein zusammen mit Garri Kasparow und Max Levchin geschriebenes Buch The Blueprint von 2012 diagnostiziert eine Stagnation des technologischen Fortschritts und plädiert für umfassendere Investitionen in Forschung und Entwicklung, um den globalen Wohlstand zu erhöhen.
Nach Trumps erster Wahl zum US-Präsidenten wirkte er als einer seiner Berater.
In einem Interview mit René Scheu vom April 2019 in der NZZ sprach Thiel von der „Gleichschaltung der Köpfe“ im Silicon Valley. Das sei der Grund für seinen Umzug nach Los Angeles. Beobachter hatten seine Entfremdung vom Silicon Valley dagegen auf die Außenseiterposition zurückgeführt, in die er infolge seiner Unterstützung von Donald Trump in diesem Umfeld geraten sei. Das Handeln des amerikanischen Präsidenten nannte er in dem Interview 2019 „viel zu wenig disruptiv“, dennoch wolle er ihn weiterhin unterstützen. Die populistische Bewegung in den USA, aber auch in Europa, führt er auf eine ökonomische Stagnation zurück, die seit Jahrzehnten anhalte und von den Leuten empfunden, von der Ökonomie und der Politik aber geleugnet werde.
Thiel förderte nach Trumps Wahlkampf 2020 jüngere, dem rechtspopulistischen Trump nahestehende Republikaner, unter anderem Blake Masters, den Mitautor von Zero to One, der Präsident der Thiel-Stiftung ist und 2022 als Kandidat für das Amt des Senators für den Bundesstaat Arizona antrat, jedoch unterlag, Josh Hawley, Senator für den Bundesstaat Missouri, und JD Vance, der 2022 als Senator für Ohio kandidierte und gewann. Masters und Vance erhielten von ihm je 10 Millionen Dollar für ihre Wahlkampagnen.
Im Februar 2022 erklärte Thiel, sich aus dem Verwaltungsrat von Meta Platforms zurückziehen zu wollen und bei der kommenden Aktionärsversammlung nicht mehr zur Wiederwahl anzutreten, weil er sich laut US-Medienberichten anlässlich der US-Kongresswahlen 2022 politisch stärker engagieren und sich für Trumps Agenda einsetzen wolle.
Die von ihm abgelehnte, sogenannte „Woke-Bewegung“ führt er auf das Christentum zurück, weil dieses immer Partei für die Opfer ergreife.

### Privates
Auch als Schachspieler war Thiel aktiv, allerdings sind seit Ende Juli 2003 keine Turnierpartien mehr verzeichnet. Mit der Elo-Zahl von 2199, die er während zwei Turnieren in San Francisco 2003 erzielte, zählte er zu den tausend besten Schachspielern in den USA.
Mitte Oktober 2017 heiratete er in Wien seinen langjährigen Partner Matt Danzeisen. Die Beziehung mit Danzeisen, der auch Thiels Geschäftspartner ist, wird als stabil beschrieben. 2023 kam das Model Jeff Thomas, mit dem Thiel seit 2020 mit Wissen seines Ehemannes romantische Affären hatte, durch einen Sturz aus großer Höhe zu Tode.
Thiel besitzt seit 2011 auch die neuseeländische Staatsbürgerschaft.

## Kontroversen
Thiel interessiert sich für Kryokonservierung und sicherte sich einen Platz bei der Alcor Life Extension Foundation in Arizona, um seinen Körper im Kälteschlaf konservieren zu lassen; er sehnt sich stark danach, ewig zu leben. Im August 2016 wurde bekannt, dass er sich zur Verjüngung Blut von jungen Spendern spritzen lassen möchte. Er unterstützte die Arbeiten von Aubrey de Grey zur Überwindung der Alterungsprozesse beim Menschen mit mehreren Millionen US-Dollar.
Im Jahr 2021 wurde bekannt, dass er Versuche, ausgestorbene Wollhaarmammuts wiederzubeleben, finanziell unterstützt. Der Molekularbiologe George Church erhielt mindestens 100.000 US-Dollar von Thiel, um im Zwischenschritt „Mammut-Elefanten-Hybride“ durch eine genetische Kreuzung mit asiatischen Elefanten und schließlich die vor etwa 10.000 Jahren ausgestorbene Spezies neu zu erschaffen.
Im Jahre 2007 wurde er durch den US-Klatschblog Gawker als homosexuell geoutet. Im Prozess des ehemaligen Wrestlers Hulk Hogan gegen das Online-Portal übernahm er Hogans Anwaltskosten in Höhe von zehn Millionen US-Dollar. Gawker hatte ein Sex-Video des Ex-Profisportlers veröffentlicht und wurde zu einem Schadensersatz von 115 Millionen US-Dollar verurteilt. Infolgedessen musste Gawker sein Erscheinen einstellen. Nachdem dies bekannt geworden war, teilte Thiel in einem Interview mit, dass er mehrere Prozesse gegen Gawker finanziert und ein eigenes Anwaltsteam damit beauftragt habe, Mandanten für Prozesse gegen Gawker zu gewinnen; Thiel bezeichnete dieses Vorgehen als „Philanthropie“. Am 22. Juli 2016 hielt Thiel auf dem Parteitag der Republikaner in Cleveland unter Applaus der Teilnehmer eine Rede, in der er Trump als Retter der Nation präsentierte und äußerte: „Ich bin stolz, schwul zu sein. Ich bin stolz, ein Republikaner zu sein. Vor allem bin ich stolz, Amerikaner zu sein.“ (“I am proud to be gay. I am proud to be a Republican. But most of all, I am proud to be an American.”)
Im Dezember 2021 wurde bekannt, dass der zurückgetretene österreichische Bundeskanzler Sebastian Kurz als Global Strategist für Thiel arbeitet.
Thiel war einer der Investoren der von Patri Friedman gegründeten Privatstadt Próspera in Honduras, deren Bau 2021 nach Plänen von Patrik Schumacher begann.

### Antidemokratische Ideologie
Thiel bekennt sich zum Paläolibertarismus – einer politischen Philosophie, die persönliche Freiheit über staatlichen Einfluss stellt –, während er gleichzeitig die Politik des freien Marktes ablehnt, da freier Wettbewerb Profite senke. Wettbewerb sei „eine Ideologie, […] die unsere Gesellschaft pervertiert und unser Denken zerstört“. Freiheit und Demokratie hält Thiel für unvereinbar. Wettbewerb sei etwas für Verlierer, weshalb er Firmengründern rät, durch innovative Technologien Monopole aufzubauen, die er entgegen der klassischen Sichtweise als Fortschrittsmotoren propagiert. Dabei unterscheidet er zwischen „kreativen Monopolen“ und „illegalen Tyrannen oder Lieblingen der Regierung“, die keine Monopolrenten verdient hätten. Dies gilt insbesondere für die Gedankenwelt des Silicon Valley, die Thiel mit seinen Ideen entscheidend geprägt hat. Laut Thiel „lügen Monopolisten, um sich zu schützen. Ihnen ist bewusst, dass das Angeben mit ihrem Monopol sie zu Überprüfungen, Kontrollen und Angriffen zwingt. Da sie unbedingt wollen, dass ihre Monopolgewinne ungestört weiterfließen, tun sie alles, um ihr Monopol zu verbergen – in der Regel, indem sie die Macht ihrer (nicht vorhandenen) Konkurrenz übertreiben.“ Unternehmen würden besser geführt als Regierungen, weil an ihrer Spitze ein alleiniger Entscheider mit quasi diktatorischer Vollmacht stehe, der keiner demokratischen Legitimation bedürfe. Aus ähnlichen Gründen sieht er das Frauenwahlrecht kritisch, obwohl man es seiner Einschätzung nach nicht abschaffen sollte: Beteiligung von Frauen sei – wie Wahlen und demokratische Partizipation überhaupt – kein erfolgversprechender Weg zur Steuerung einer freien Gesellschaft.
Thiel werden Kontakte zur neoreaktionären Bewegung (NRx) und deren geistigem Vordenker Curtis Yarvin nachgesagt. So investierte Thiel in dessen dezentralisierte Server-Computerplattform Urbit. Yarvin hatte sich auf seinem privaten Blog für die Abschaffung der Demokratie und ihre Ersetzung durch als private Aktiengesellschaften geführte absolutistische und quasi-monarchistische Regime ausgesprochen.

## Vermögen
Im Februar 2022 verfügte Thiel nach Angaben von Forbes über 2,6 Milliarden US-Dollar Privatvermögen. Laut Bloomberg betrug sein Privatvermögen 7,8 Milliarden US-Dollar (Stand Mai 2022). Laut Forbes beträgt sein Vermögen 19,6 Milliarden US-Dollar (Stand Februar 2025). In Neuseeland besitzt er unter anderem ein 193 Hektar großes Grundstück am Lake Wānaka.

Thiel Foundation

Thiel gründete 2005 die Thiel Foundation, welche 2023 ein Stiftungsvermögen von 44 Millionen US-Dollar verwaltete. Die Stiftung spendete u. a. für Seasteading, Lebensverlängerung und KI-Sicherheit.

## Auszeichnungen
- 2013: Crunchie Award als Venture Capitalist des Jahres von TechCrunch[69]
- 2021: Frank-Schirrmacher-Preis[70][71]

## Rezeption in der Populärkultur
In David Finchers Spielfilm The Social Network (2010), das die Entstehungsgeschichte des sozialen Netzwerks Facebook thematisiert, wird Thiel vom Schauspieler Wallace Langham verkörpert.
Thiel war eine Inspiration für die Figur des Tobias Erkner in Jonas Lüschers Roman Kraft (2017).
In dem Song Right Time to Thiel (2022) von Jan Böhmermann im ZDF Magazin Royale werden Thiels politische Äußerungen im Stil eines James-Bond-Titelliedes satirisch thematisiert.
In der Miniserie The Playlist (2022), welche die Entstehungsgeschichte von Spotify erzählt, wird Thiel vom Schauspieler Orlando Wells verkörpert.

## Schriften
- mit David Sacks: The Diversity Myth: Multiculturalism and the Politics of Intolerance at Stanford. Independent Institute, Oakland 1996, ISBN 0-945999-42-9.
- The Education of a Libertarian. Cato Institute, 13. April 2009. Archiviert vom Original am 16. April 2014.
- mit Garri Kasparov, Max Levchin: The Blueprint: Reviving Innovation, Rediscovering Risk, and Rescuing the Free Market. W. W. Norton & Company, New York 2012, ISBN 0-393-08147-8.
- mit Blake Masters: Zero to One: Wie Innovation unsere Gesellschaft rettet. Campus-Verlag, Frankfurt 2014, ISBN 978-3-593-50160-4.

## Dokumentation und Podcast
- Wer ist Peter Thiel in der ZDF-Mediathek. Video, abrufbar bis 12. Januar 2028
- Die Peter Thiel Story. In: Deutschlandfunk, 2025 (6 Teile).
- Peter Thiel – „politisch entfesselter Neoreaktionär“ In: Deutschlandfunk, 12. Juni 2025.